# دوري السوبر الألباني 1948
دوري السوبر الألباني 1948 (بالألبانية: Kategoria e Parë 1948‏) هو الموسم 11 من دوري السوبر الألباني. أقيم خلال الفترة 21 مارس 1948 وحتى 25 أغسطس 1948، وأشرف على تنظيمه اتحاد ألبانيا لكرة القدم، وكان عدد الأندية المشاركة فيه 14، وفاز فيه بارتيزاني تيرانا.